# Where Shadows Lie
Where Shadows Lie è un album del gruppo musicale statunitense Bella Morte, il primo ad essere pubblicato con la casa discografica Cleopatra Records. Inizialmente era stato invece edito dall'etichetta indipendente Some Wear Leather.
Questo album, rispetto al precedente indie Remains, è molto vicino al genere darkwave.

## Tracce
1. Doubt – 5:12
2. The Rain Within Her Hands – 5:07
3. Relics – 4:34
4. Away – 5:27
5. Neverland – 4:03
6. Where Shadows Lie – 3:28
7. Autumn – 5:10
8. The Metro – 4:07
9. Mist and Stone – 3:56
10. The Dawning – 3:55
11. December Dreams – 4:32
12. As Night Calls – 3:20
13. Winter – 5:41
14. The Last – 5:01

## Formazione
- Andy Deane - voce
- Bn - chitarra, sintetizzatori
- Gopal Metro - basso, sintetizzatori
- Chris "Frizzle" - chitarra